# Наречені і ножі
«Наречені і ножі» (рос. «Женихи и ножи») — радянський чорно-білий телефільм 1962 року, знятий режисером Валентином Васильєвим на Ленінградському телебаченні.

## Сюжет
Екранізація ранніх оперет Ісаака Дунаєвського: «Наречені» (1927, за п'єсою Миколи Адуєва та Сергія Антимонова) та «Ножі» (1928, за оповіданням Валентина Катаєва).
«Наречені»
Аграфена Саввішна, скорботна вдова, чоловік якої щойно відійшов у інший світ, приймає залицяння одразу чотирьох наречених: трунаря, кухаря, диякона і візника. Однак чоловік раптово «оживає»…
«Ножі»
1920-ті роки, розпал НЕПу. Простий робітник полюбив дочку господаря «атракціону з кільцями» Людмилу. Дівчині хлопець теж сподобався, проте її батьки-непмани мріяли про більш вигідну партію: вуличний фотограф мав солідний капітал і не був одружений.

## У ролях
- Анна Лисянська — Аграфена Саввішна
- Віталій Поліцеймако — Іван Самсонович
- Лаврентій Ярошенко — диякон
- Володимир Ульянов — кухар
- Микола Трофімов — наречений-трунар
- Савелій Стрежнєв — візник
- Лев Морозов — Роман Казимирович Гусь-Плешаковський, більярдний маркер
- Ольга Порудолінська — клієнтка
- Марія Можаєва — черниця Марфушка
- Є. Іванов — підмайстер
- Ніна Латоніна — гостя
- А. Важнаткіна — гостя
- Кіра Крейліс-Петрова — гостя
- Анатолій Абрамов — батько Людмили
- Анна Єфімова — мати Людмили
- Ірина Балай — Людмила Никанорівна
- Михайло Девяткін — Модест Петрович
- Микола Вальяно — Василь Єгорович
- Кирило Лавров — Пашка Кукушкін, слюсар
- В. Барцев — візник
- А. Жаров — візник
- Олександр Орлов — епізод
- Віра Вельямінова — Парасковія
- Володимир Матусов — епізод
- Валентина Савельєва — гостя
- І. Борисова — епізод
- Клавдія Фадєєва — бабка з відром у балагану атракціонів
- Ольга Волкова — хлопчина у балагана
- Парасковія Денисова — епізод
- Ніна Государєва — епізод
- Валентин Лапенков — епізод
- Матвій Позін — епізод
- Микола Петров — епізод
- Раїса Байбузенко — диктор

## Знімальна група
- Режисер — Валентин Васильєв
- Сценарист — Валентин Васильєв
- Оператори — Володимир Єлізаров, Андрій Сосін, Віталій Чулков
- Композитор — Ісаак Дунаєвський
- Художник — Георгій Шеренков